# ریچارد همیلتون (هنرپیشه)
ریچارد همیلتون (انگلیسی: Richard Hamilton؛ ۳۱ دسامبر ۱۹۲۰ – ۲۱ دسامبر ۲۰۰۴) یک بازیگر سینما، و هنرپیشه اهل ایالات متحده آمریکا بود. وی بین سال‌های ۱۹۶۳ تا ۲۰۰۲ میلادی فعالیت می‌کرد.